# Villemer, Yonne
Villemer är en kommun i departementet Yonne i regionen Bourgogne-Franche-Comté i norra Frankrike. Kommunen ligger i kantonen Aillant-sur-Tholon som tillhör arrondissementet Auxerre. År 2018 hade Villemer 271 invånare.

## Befolkningsutveckling
Antalet invånare i kommunen Villemer
| Referens: INSEE |